# Saison 6 de Buffy contre les vampires
Chronologie
Saison 5 et Saison 2 d'Angel Saison 7 et Saison 4 d'Angel
La saison 6 de Buffy contre les vampires est composée de 22 épisodes. Elle raconte l'histoire de Buffy Summers, depuis sa résurrection par jusqu'à la tentative échouée de destruction du monde par Willow. Elle est la première saison de la série à ne pas avoir été diffusée par The WB mais par UPN. 

## Évènements principaux
Cinq mois après sa mort, Buffy est ressuscitée par ses amis à l'initiative de Willow et à l'aide d'un très puissant sortilège, sans en avoir informé Giles, Dawn et Spike. Sa résurrection et la reprise du cours de sa vie sont difficiles pour Buffy. Devant désormais élever Dawn et affronter les difficultés du quotidien, elle est obligée d'abandonner ses études et de travailler dans un fast-food pour subvenir à ses besoins et ceux de sa sœur, en plus de ses activités de Tueuse. Elle finit par avouer, d'abord à Spike puis plus tard à ses amis qu'elle a été ramenée, non pas de l'Enfer, contrairement à ce qu'ils pensent tous, mais du Paradis. La reprise du cours de sa vie la plonge dans une profonde dépression. Son décalage avec le monde réel et sa solitude sont accentués par le départ de Giles pour l'Angleterre, alors que l'Observateur estime que sa présence empêche sa protégée de grandir. 
Alors que Buffy commence à entretenir secrètement des relations sexuelles violentes avec Spike, et que Dawn se sent seule et surprotégée, Willow pratique de plus en plus intensément la magie, alors qu'Alex et Anya préparent leur mariage depuis la demande du jeune homme à la fin de la saison précédente. En parallèle, le groupe est plusieurs fois confronté au Trio, composé de Warren Mears, Jonathan Levinson et Andrew Wells, respectivement spécialisé en robotique, en sorcellerie et en invocation de démons. Tous les trois souhaitent éliminer la Tueuse et prendre le contrôle de Sunnydale, mais, malgré les mésaventures qu'ils causent à Buffy, ils apparaissent plus bêtes que méchants, et sont rapidement découverts. 
La dépendance de plus en plus forte de Willow à la magie finit par pousser Tara à la quitter. Tous prennent conscience de l'état de leur amie et décident de l'aider à vaincre son addiction. Le tournant de la saison se produit lorsque Warren tue accidentellement son ancienne petite-amie, faisant basculer les agissements du Trio dans des tours plus sinistres. Le groupe essaie par la suite de faire croire à Buffy qu'elle est coupable de ce meurtre. Si elle les démasque, la Tueuse touche le fond du désespoir et se confie à Tara sur son état et la relation malsaine qu'elle entretient avec Spike. Le bref retour à Sunnydale de Riley pour y traquer un démon pousse Buffy à prendre conscience de la toxicité de sa relation avec Spike, à laquelle elle choisit de mettre un terme, même si elle souhaiterait rester avec lui. Alex, quant à lui, réalisant son erreur et les conséquences qu'elle pourrait avoir, décide le jour de la cérémonie de ne pas se marier avec Anya, l'abandonnant sur l'autel. Sous le choc, la jeune femme redevient un démon vengeur. La brève aventure qu'elle aura un peu plus tard avec Spike alors qu'elle cherchait à se venger d'Alex amène finalement le reste du groupe à découvrir la relation qu'ont entretenu le vampire et la Tueuse. 
Le cure de désintoxication de Willow porte finalement ses fruits, la jeune femme renonçant définitivement à la magie, ce qui permet le renouveau de son union avec Tara. Parallèlement, la toxicité et la violence de la relation de Buffy et Spike culmine lorsque le vampire, happé par sa passion pour la Tueuse (qui éprouve des sentiments pour lui sans l'aimer), tente sans succès de la violer. Réalisant qu'il n'est plus tout à fait un monstre sans pouvoir être pleinement un être humain, il décide de s'exiler pour redevenir celui qu'il était. Malgré cet événement, la Tueuse se confronte une ultime fois au Trio. À l'issue de l'affrontement, Jonathan et Andrew sont arrêtés par la police, mais Warren arrive à prendre la fuite. Enragé contre Buffy, il fait irruption dans son jardin et fait feu sur elle avec pistolet avant de vider son chargeur à l'aveuglette en s'enfuyant. La Tueuse est grièvement blessée et une balle perdue touche Tara en plein cœur. La jeune femme meurt sur le coup dans les bras de Willow. 
Folle de rage et de désespoir, Willow replonge dans la magie noire et devient Dark Willow, arborant une couleur de cheveux, d'yeux et de vêtements plus sombres. Elle retrouve, torture et tue Warren en l'écorchant vif sous les yeux de ses amis, et se met en quête de Johnathan et Andrew. Buffy, ne voulant pas perdre sa meilleure amie pour toujours, décide de les sauver. Pendant qu'Alex et Dawn fuient avec les deux garçons, Buffy et Anya combattent leur amie. Giles, téléporté d'Angleterre avec des pouvoirs conférés par des sorcières, vient leur prêter main forte. Buffy peut ainsi aller aider son ami et sa sœur. Willow arrive néanmoins à battre l'ancien Observateur et à voler sa magie. Prenant alors conscience de la douleur et du désespoir des êtres humains, elle décide de détruire le monde. Elle en est empêchée au dernier moment, non pas par Buffy, retenu avec Dawn dans le cimetière, mais par Alex, qui ramène son amie à la raison en lui parlant. La saison s'achève sur Alex réconfortant Willow alors qu'elle pleure enfin la mort de Tara, le rétablissement de Giles de son combat aidé d'Anya, et sur Buffy et Dawn contemplant le lever de soleil. La Tueuse a promis à sa soeur de lui faire découvrir le monde plutôt que de l'en protéger, et a désormais retrouvé l'envie de vivre. Pendant ce temps, dans une caverne en Afrique, après avoir passé une série d'épreuves auprès d'un démon, Spike récupère ce qu'il est venu chercher : son âme. 

## Distribution

### Acteurs et actrices crédités au générique
- Sarah Michelle Gellar (VF : Claire Guyot) : Buffy Summers
- Nicholas Brendon (VF : Mark Lesser) : Alexander Harris
- Emma Caulfield (VF : Marine Boiron) : Anya Jenkins (21 épisodes)
- Michelle Trachtenberg (VF : Chantal Macé) : Dawn Summers
- Amber Benson (VF : Laurence Crouzet) : Tara Maclay (créditée au générique pour l'épisode 19) (17 épisodes)
- James Marsters (VF : Serge Faliu) : Spike
- Alyson Hannigan (VF : Virginie Ledieu) : Willow Rosenberg

Amber Benson, qui n'était pas créditée au générique depuis son apparition dans Un silence de mort, deux saisons plus tôt, n'est créditée au générique que dans l'épisode Rouge passion où son personnage meurt. Dans cette saison, Alyson Hannigan est la seule actrice de la série à avoir son nom crédité avec la mention spéciale de celui de son personnage. 

### Acteurs et actrices crédités de façon récurrente
- Danny Strong (VF : Sébastien Desjours) : Jonathan Levinson (11 épisodes)
- Tom Lenk (VF : Laurent Morteau) : Andrew Wells (11 épisodes)
- Adam Busch (VF : Marc Saez) : Warren Mears (9 épisodes)
- Anthony Stewart Head (VF : Nicolas Marié) : Rupert Giles (8 épisodes)
- James Charles Leary (VF : Philippe Colin) : Clement (6 épisodes)
- Kali Rocha (VF : Véronique Alicia) : Halfrek (4 épisodes)
- Elizabeth Anne Allen (VF : Laura Préjean) : Amy Madison (3 épisodes)
- Jeff Kober (VF : Éric Etcheverry) : Rack (3 épisodes)
- Marc Blucas (VF : Bruno Raina) : Riley Finn (1 épisode)

## Équipe de production
| - David Solomon : 5 épisodes - David Grossman : 3 épisodes - James A. Contner : 3 épisodes - Douglas Petrie : 2 épisodes - Nick Marck : 2 épisodes - Michael Gershman : 2 épisodes - Joss Whedon : 1 épisode - Turi Meyer : 1 épisode - David Fury : 1 épisode - Rick Rosenthal : 1 épisode - Bill L. Norton : 1 épisode | - David Fury : 4 épisodes (dont 1 en collaboration) - Jane Espenson : 4 épisodes (dont 2 en collaboration) - Marti Noxon : 3 épisodes - Steven S. DeKnight : 3 épisodes - Drew Z. Greenberg : 3 épisodes - Douglas Petrie : 3 épisodes (dont 1 en collaboration) - Rebecca Rand Kirshner : 2 épisodes - Joss Whedon : 1 épisode - Diego Gutierrez : 1 épisode |

## Épisodes

### Épisode 1:Chaos, partie 1
- États-Unis : 2 octobre 2001 sur UPN
- France : 
  - 4 juin 2002 sur Série Club
  - 4 janvier 2003 sur M6

- Anthony Stewart Head (Rupert Giles)
- Amber Benson (Tara Maclay)
- Franc Ross (Razor)

### Épisode 2:Chaos, partie 2
- États-Unis : 2 octobre 2001 sur UPN
- France : 
  - 4 juin 2002 sur Série Club
  - 4 janvier 2003 sur M6

- Anthony Stewart Head (Rupert Giles)
- Amber Benson (Tara Maclay)
- Franc Ross (Razor)

### Épisode 3:Résurrection
- États-Unis : 9 octobre 2001 sur UPN
- France : 
  - 11 juin 2002 sur Série Club
  - 11 janvier 2003 sur M6

- Amber Benson (Tara Maclay)

### Épisode 4:La Tête sous l'eau
- États-Unis : 16 octobre 2001 sur UPN
- France : 
  - 11 juin 2002 sur Série Club
  - 11 janvier 2003 sur M6

- Anthony Stewart Head (Rupert Giles)
- Amber Benson (Tara Maclay)
- Adam Busch (Warren Mears)
- Danny Strong (Jonathan Levinson)
- Tom Lenk (Andrew Wells)
- Todd Stashwick (le démon M'Fashnik)

### Épisode 5:Tous contre Buffy
- États-Unis : 23 octobre 2001 sur UPN
- France : 
  - 18 juin 2002 sur Série Club
  - 18 janvier 2003 sur M6

- Anthony Stewart Head (Rupert Giles)
- Amber Benson (Tara Maclay)
- Adam Busch (Warren Mears)
- Danny Strong (Jonathan Levinson)
- Tom Lenk (Andrew Wells)

### Épisode 6:Baiser mortel
- États-Unis : 30 octobre 2001 sur UPN
- France : 
  - 18 juin 2002 sur Série Club
  - 18 janvier 2003 sur M6

- Anthony Stewart Head (Rupert Giles)
- Amber Benson (Tara Maclay)
- Amber Tamblyn (Janice)
- Kavan Reece (Justin)
- Dave Power (Zack)
- John O'Leary (Kaltenbach)

### Épisode 7:Que le spectacle commence
- États-Unis : 6 novembre 2001 sur UPN
- France : 
  - 25 juin 2002 sur Série Club
  - 25 janvier 2003 sur M6

- Anthony Stewart Head (Rupert Giles)
- Amber Benson (Tara Maclay)
- Hinton Battle (Sweet)

### Épisode 8:Tabula rasa
- États-Unis : 13 novembre 2001 sur UPN
- France : 
  - 25 juin 2002 sur Série Club
  - 25 janvier 2003 sur M6

- Anthony Stewart Head (Rupert Giles)
- Amber Benson (Tara Maclay)

### Épisode 9:Écarts de conduite
- États-Unis : 20 novembre 2001 sur UPN
- France : 
  - 2 juillet 2002 sur Série Club
  - 1er février 2003 sur M6

- Amber Benson (Tara Maclay)
- Danny Strong (Jonathan Levinson)
- Adam Busch (Warren Mears)
- Tom Lenk (Andrew Wells)
- Elizabeth Anne Allen (Amy Madison)

### Épisode 10:Dépendance
- États-Unis : 27 novembre 2001 sur UPN
- France : 
  - 2 juillet 2002 sur Série Club
  - 1er février 2003 sur M6

- Amber Benson (Tara Maclay)
- Jeff Kober (Rack)
- Elizabeth Anne Allen (Amy Madison)

### Épisode 11:La Femme invisible
- États-Unis : 8 janvier 2002 sur UPN
- France : 
  - 9 juillet 2002 sur Série Club
  - 8 février 2003 sur M6

- Danny Strong (Jonathan Levinson)
- Adam Busch (Warren Mears)
- Tom Lenk (Andrew Wells)
- Daniel Hagen (Frank)
- Susan Ruttan (Doris)

### Épisode 12:Fast food
- États-Unis : 29 janvier 2002 sur UPN
- France : 
  - 9 juillet 2002 sur Série Club
  - 8 février 2003 sur M6

- Kali Rocha (Halfrek)
- Pat Crawford Brown (la vieille dame)
- Elizabeth Anne Allen (Amy Madison)
- Brent Hinkley (Manny)
- Kirsten Nelson (Lorraine)

### Épisode 13:Esclave des sens
- États-Unis : 5 février 2002 sur UPN
- France : 
  - 16 juillet 2002 sur Série Club
  - 15 février 2003 sur M6

- Amber Benson (Tara Maclay)
- Adam Busch (Warren)
- Tom Lenk (Andrew)
- Danny Strong (Jonathan)
- Amelinda Embry (Katrina Silber)

### Épisode 14:Sans issue
- États-Unis : 12 février 2002 sur UPN
- France : 
  - 16 juillet 2002 sur Série Club
  - 15 février 2003 sur M6

- Amber Benson (Tara Maclay)
- Kali Rocha (Halfrek)
- Ryan Browning (Richard)

### Épisode 15:La roue tourne
- États-Unis : 26 février 2002 sur UPN
- France : 
  - 23 juillet 2002 sur Série Club
  - 22 février 2003 sur M6

- Marc Blucas (Riley Finn)
- Ivana Milicevic (Samantha Finn)

### Épisode 16:La Corde au cou
- États-Unis : 5 mars 2002 sur UPN
- France : 
  - 23 juillet 2002 sur Série Club
  - 22 février 2003 sur M6

- Amber Benson (Tara Maclay)
- Kali Rocha (Halfrek)
- Andy Umberger (D'Hoffryn)
- Casey Sander (Tony Harris)
- Lee Garlington (Jessica Harris)
- Jan Hoag (Cousine Carol)
- George D. Wallace (Alex vieux)
- Steven Gilborn (Oncle Rory)

### Épisode 17:À la dérive
- États-Unis : 12 mars 2002 sur UPN
- France : 
  - 30 juillet 2002 sur Série Club
  - 1er mars 2003 sur M6

- Amber Benson (Tara Maclay)
- Adam Busch (Warren)
- Tom Lenk (Andrew)
- Danny Strong (Jonathan)
- Kristine Sutherland (Joyce Summers)
- Dean Butler (Hank Summers)
- Michael Warren (le docteur)
- Kirsten Nelson (Lorraine Ross)

### Épisode 18:Entropie
- États-Unis : 30 avril 2002 sur UPN
- France : 
  - 30 juillet 2002 sur Série Club
  - 1er mars 2003 sur M6

- Amber Benson (Tara Maclay)
- Adam Busch (Warren)
- Tom Lenk (Andrew)
- Danny Strong (Jonathan)
- Kali Rocha (Halfrek)

### Épisode 19:Rouge passion
- États-Unis : 7 mai 2002 sur UPN
- France : 
  - 6 août 2002 sur Série Club
  - 8 mars 2003 sur M6

- Danny Strong (Jonathan Levinson)
- Adam Busch (Warren Mears)
- Tom Lenk (Andrew Wells)
- Amy Hathaway (Christine)
- Nichole Hiltz (Diana)

### Épisode 20:Les Foudres de la vengeance
- États-Unis : 14 mai 2002 sur UPN
- France : 
  - 6 août 2002 sur Série Club
  - 8 mars 2003 sur M6

- Danny Strong (Jonathan Levinson)
- Adam Busch (Warren Mears)
- Tom Lenk (Andrew Wells)
- Jeff Kober (Rack)
- Amelinda Embry (Katrina)
- Amber Benson (Tara Maclay)

Les balles tirées par Warren ont touché Buffy au torse et tué Tara, la compagne de Willow. La sorcière invoque Osirus et lui demande de la ramener à la vie, mais le Dieu de la mort refuse alors Willow le congédie. Pendant ce temps, Andrew et Jonathan sont placés en garde à vue et se disputent. De son côté, Warren célèbre sa victoire sur la Tueuse, mais apprend qu'elle est toujours vivante. Bien décidée à venger la mort de sa bien-aimée, Willow se rend à la boutique de magie et absorbe la magie noire contenue dans les livres, renforçant sa puissance, faisant d'elle la nouvelle antagoniste et devenant Dark Willow. Dawn rentre chez elle et découvre le corps sans vie de Tara. Warren sollicite l'aide de Rack, mais celui-ci lui conseille de se méfier de la sorcière. Willow se rend à l'hôpital et extrait la balle du corps de Buffy. Accompagnée de ses deux meilleurs amis, elle croit avoir retrouvé l'assassin de Tara, mais ce n'était qu'un robot, car le vrai est toujours en fuite. Malgré les supplications de la Tueuse et son ami d'enfance, elle est bien décidée à tuer Warren et leur apprend également la mort de Tara, tuée par le fugitif. 
- C'est dans cet épisode que Willow acquiert sa personnalité de « Dark Willow » et devient la nouvelle antagoniste de fin de saison.
- Départ définitif d'Amber Benson, qui interprétait le rôle de Tara Maclay.

### Épisode 21:Toute la peine du monde, partie 1
- États-Unis : 21 mai 2002 sur UPN
- France : 
  - 13 août 2002 sur Série Club
  - 15 mars 2003 sur M6

- Tom Lenk (Andrew Wells)
- Danny Strong (Jonathan Levinson)
- Jeff Kober (Rack)

### Épisode 22:Toute la peine du monde, partie 2
- États-Unis : 21 mai 2002 sur UPN
- France : 
  - 13 août 2002 sur Série Club
  - 15 mars 2003 sur M6

- Anthony Stewart Head (Rupert Giles)
- Tom Lenk (Andrew Wells)
- Danny Strong (Jonathan Levinson)

## Analyse
Pour Marti Noxon, le thème de la saison est la perte de l'innocence, d'où le ton assez sombre de beaucoup d'épisodes. Les personnages ont acquis plus de maturité (le trio constituant le parfait contre-exemple de cette maturité) et c'est pour cela que les métaphores sont moins utilisées et qu'il y a plus de réalisme et de scènes explicites. La saison traite des désillusions et des responsabilités qui vont avec l'entrée dans l'âge adulte et avance l'idée que le véritable grand méchant n'est autre que la vie elle-même. Selon Roz Kaveney, les thèmes principaux de la saison sont le passage à l'âge adulte et la nécessité d'affronter ses responsabilités.

## DVD
La saison 6 en DVD se présente sous la forme d'un coffret de 6 DVD comprenant les 22 épisodes de la saison ainsi que les versions commentées des épisodes suivants :
- Chaos commenté par Marti Noxon et David Fury
- Que le spectacle commence commenté par Joss Whedon
- Écarts de conduite commenté par Drew Z. Greenberg
- La Corde au cou commenté par Rebecca Rand Kirshner et David Solomon
- À la dérive commenté par Diego Gutierrez et Rick Rosenthal
- Toute la peine du monde Partie 2 commenté par David Fury et James A. Contner

Parmi les autres bonus se trouvent un bêtisier, 3 chansons karaoké, une interview publique d'une partie de l'équipe ainsi que plusieurs documentaires sur :
- l'épisode Que le spectacle commence
- Buffy et le travail au fast-food
- l'ensemble de la saison
- l'histoire de la série depuis sa genèse